# Wieściszowice
Wieściszowice is een dorp in de Poolse woiwodschap Neder-Silezië. De plaats maakt deel uit van de gemeente Marciszów en telt 400 inwoners.